# (1358) Gaika
(1358) Gaika est un astéroïde de la ceinture principale découvert le 21 juillet 1935 à Johannesbourg (UO) par l'astronome sud-africain Cyril V. Jackson.

## Historique
Sa désignation provisoire, lors de sa découverte le 21 juillet 1935, était 1935 OB.